# Mikołaj Francose
Mikołaj Baptista Francose, Mikołaj Francoże, Mikołaj Francoze (zm. między 10 września 1731 a czerwcem 1732) – sekretarz królewski na dworze władcy Polski i elektora Saksonii Augusta II Mocnego, właściciel Marywilu.

## Życiorys
Był najprawdopodobniej synem, a z całą pewnością sukcesorem, warszawskiego kupca Jana Baptysty Francose, któremu w 1693 królewicz Jakub Ludwik Sobieski umorzył skrypt dłużny. W 1716 Mikołaj Francose dokonał legatu na kwotę 2 tysiące złotych polskich na rzecz Szpitala św. Łazarza w Warszawie. W źródłach występował najczęściej jako sługa królewicza Sobieskiego. Otrzymał od niego Marywil jako zastaw za niespłaconą pożyczkę w wysokości 30 tysięcy bitych talarów. Od 1721 na zlecenie królewicza nadzorował prace remontowe na terenie tego rezydencjonalno-handlowego kompleksu. Pierwszą żoną Mikołaja Francose była Angelika Renardówna, krewna pułkownika wojsk saskich Jana Baptysty Renarda, którą poślubił 15 stycznia 1707 w katedrze św. Jana w Warszawie. Z tegoż małżeństwa pochodził syn Mikołaj. W 1721 ożenił się z wdową po rezydencie królewskim Franciszku Drianie, Konstancją Gille.